# Мутимир
Мутимир (на сръбски: Мутимир) е сръбски княз от династията Властимировичи, управлявал около 850 – 891 година.
Той е син и наследник на основателя на династията Властимир. В началото на своето управление е нападнат от българския владетел Борис I и нанася тежко поражение на българската армия, пленявайки престолонаследника Владимир Расате, но войната скоро е прекратена. Мирът е сключен, като сърбите обдаряват Борис I и изпращат по искане на българския владетел синовете на Мутимир – Бран и Стефан да съпроводят пратеничеството от Достиника до българската гранична крепост Рас. Мутимир залавя братята си и ги изпраща в столицата (Плиска) на България. При управлението на Мутимир става официалното покръстване на сърбите и основана първата сръбска епархия в Рас.
Муитимир умира през 891 година и е наследен от най-големия си син Прибислав.